# Puig de la Formentera
El Puig de la Formentera és una muntanya de 1.007,2 metres del límit dels termes comunals de la Menera i de Serrallonga, tots dos de la comarca del Vallespir, a la Catalunya del Nord.
Es troba a la zona sud-oest del terme comunal, a prop i al sud del veïnat del Faig. Gairebé tota la petita plana que corona el puig acull una petita urbanització.